# Арутюнов, Владимир Александрович
Владимир Александрович Арутюнов (1936—2016) — советский и российский учёный-металлург, специалист в области математического моделирования технологических аппаратов металлургического производства. Доктор технических наук, профессор кафедры энергоэффективных ресурсосберегающих промышленных технологий НИТУ «МИСиС». Заслуженный деятель науки Российской Федерации.

## Биография
Владимир Александрович Арутюнов родился 18 марта 1936 г. в Москве. После окончания средней школы в 1953 г. поступил в Московский институт стали на специальность «Металлургические печи». Получив в 1958 г. диплом, работал сначала в Гинцветмете, затем в ОКТБ Московского электродного завода (ныне НИИГрафит). В 1960 г. был зачислен в аспирантуру Московского института стали и сплавов на кафедру «Теория и автоматизация печей». В 1963 г. защитил кандидатскую диссертацию на тему «Теоретическое и экспериментальное исследование процессов смешения в турбулентных коаксиальных струях», в 1964 г. прочел свой первый лекционный курс для студентов физико-химического факультета МИСиС. В начале 1970-х преподавал  и  заведовал кафедрой в Аннабинском университете в Алжире. В 1989 г. защитил докторскую диссертацию на тему «Разработка и реализация методов совершенствования топливных металлургических печей на основе математического моделирования».
Увлекался большим теннисом, альпинизмом, горными лыжами. Скончался в конце 2016 г.

## Научная и педагогическая деятельность
Является известным ученым в области теплотехники металлургического производства, одним из создателей отечественной научной школы математического моделирования технологических аппаратов металлургического производства — промышленных печей. Совместно с учениками В.А. Арутюновым созданы первые комплексные математические модели этих аппаратов, находящиеся на современном уровне развития вычислительной теплофизики и отвечающие современным требованиям, предъявляемым к численному компьютерному моделированию сложных теплофизических процессов.
На основе использования созданных математических моделей разработан ряд энергосберегающих технологий для различных переделов металлургического производства, реализованных на различных промышленных предприятиях, в частности в АО «Новолипецкий металлургический комбинат», АО «Череповецкий сталепрокатный завод», АО «Семилукский огнеупорный завод», ПО «Атоммаш», Хайдарканский ртутный комбинат (Киргизия) и др.
Под руководством В.А. Арутюнова подготовлены и защищены 2 докторские и 11 кандидатских диссертаций. Автор более 120 научных работ, среди которых 14 учебников и учебных пособий, в том числе изданных за рубежом, а также 16 авторских свидетельств и патентов России, США и Европы.
В.А. Арутюнов в течение многих лет руководит секцией теплофизики кафедры «Теплофизика и экология металлургического производства» МИСиС, заместитель председателя Ученого совета МИСиС.  Является членом двух Советов по присуждению ученых степеней, редакционной коллегии журнала «Известия вузов. Черная металлургия» и реферативного журнала РАН «Металлургия».
В 1999 г. удостоен звания «Почетный работник высшего образования РФ», а в 2002 г. – «Заслуженный деятель науки РФ».

## Избранные труды
- Металлургическая теплотехника. Учебник для вузов. Т. 1. М., Металлургия, 1974.
- Металлургическая теплотехника. Учебник для вузов. Т. 1. М., Металлургия, 1986.
- Немецкое издание: Grundlagen der Industrieofentechnik. VEB Deutcher Verlag fur Grundstoffindustrie, Leipzig, 1987.
- Болгарское издание: Металлургична топлотехника. «Техника», София, 1990.
- Математическое моделирование тепловой работы промышленных печей. Учебник для вузов. М., Металлургия, 1989.
- Численное моделирование процессов тепломассопереноса. Раздел: Решение сопряженных задач теплообмена. Лабораторный практикум. М., МИСиС, 2000.
- Применение численных методов для решения задач теплообмена. М., МИСиС, 2001.
- Теплотехника металлургического производства. Т. 1. Теоретические основы. Учебное пособие для вузов. М., МИСиС, 2002.
- Механика жидкости и газа. Лабораторный практикум. М.: МИСиС, 2007.
- Теплофизика, теплотехника, теплообмен: Тепломассоперенос. Топливо и огнеупоры. Тепловая работа печей: Лабораторный практикум. М.: МИСиС, 2007.
- О температурных условиях дожигания горючих составляющих атмосферы в металлургических агрегатах. Изв. вузов. Черная металлургия, 1999, № 9, с. 3 – 6.
- Металлургическая теплотехника: развитие теоретического раздела. Изв. вузов. Черная металлургия, 2005, № 10, с. 58 – 62.
- Синергетический эффект подогрева природного газа, вдуваемого в доменную печь. Черная металлургия.- 2008.- №2. - С.52 – 56.
- Математическое моделирование теплофизических процессов при подаче в фурму доменной печи природного газа. Печные агрегаты и энергосберегающие технологии в металлургии и машиностроении: Труды IV Международной научно-практической конференции (3 – 4 апреля 2008 МИСиС) - С.45–54.
- Изучение влияния формы и количества заготовок на особенности течения газов и теплообмен в термической печи. VI Международная научно-практическая конференция «Энергосберегающие технологии в промышленности. Печные агрегаты. Экология» - М.: 15-20 окт. 2012, стр. 19-25.
- Исследование влияния расположения горелочных устройств и режима их работы на однородность температурного поля заготовки в печи высокоточного нагрева. VI Международная научно-практическая конференция «Энергосберегающие технологии в промышленности. Печные агрегаты. Экология» - М.: 15-20 окт. 2012, стр. 152-158.
- Некоторые пути совершенствования технологии сжигания топлива в методических нагревательных печах. Изв. Вузов. Черная металлургия. - 2012. - №1. - с.58-63.
- Математическое моделирование газодинамики и теплообмена в печи высокоточного нагрева. Изв.Вузов. Черная металлургия. – 2012. – №3. – С.43-45.
- Simulation of the gas dynamics and heat transfer in a high-precision furnace. Steel in translation – March 2012, Volume 42, Issue 3, pp 230–232.

## Память
С 2015 г. в НИТУ "МИСиС" действует целевая стипендия им. В.А. Арутюнова. Стипендия имени В.А. Арутюнова учреждена заместителем председателя правления АО «Роснано», выпускником МИСиС О.В. Киселевым в целях поддержки и поощрения наиболее талантливых студентов дневного отделения НИТУ «МИСиС», обучающихся на кафедре «Энергоэффективные ресурсосберегающие промышленные технологии»» (ЭРПТ), профиль – «Теплотехника металлургических процессов». Стипендия выплачивается ежемесячно трем студентам в течение учебного года.